# تلمبه لبیبی
تلمبه لبیبی یک منطقهٔ مسکونی در ایران است که در دهستان زنگی‌آباد واقع شده‌است.